# شادمحل
شادمحل، روستایی از توابع بخش دشت‌سر شهرستان آمل در استان مازندران در ایران است.

## جمعیت
این روستا در دهستان دشت‌سر غربی قرار دارد و براساس سرشماری مرکز آمار ایران در سال ۱۳۸۵، جمعیت آن ۴۰۶۵ نفر (۱۰۹۵خانوار) بوده‌است.